# Tempête Erwin
Pour les articles homonymes, voir Tempête (homonymie).
La tempête Erwin est un épisode de vents violents qui a principalement touché les pays scandinaves (Danemark, Norvège et Suède), les Îles britanniques (Irlande, Écosse, Angleterre septentrionale), ainsi que l'Allemagne et les Pays Baltes (Lettonie, Estonie, Lituanie) entre le 7 et le 9 janvier 2005. 
Cette tempête hivernale a été nommée « Erwin » par les services météorologiques allemands et « Gudrun » par l'institut météorologique norvégien (nom repris au Danemark et en Suède). 
Des vents compris entre 100 km/h et 140 km/h ont été enregistrés dans la plupart de ces régions, une rafale de 165 km/h ayant été enregistrée à Hanstholm, au Danemark et une autre à 181 km/h en Allemagne. 
Dix-sept personnes ont perdu la vie dans ces intempéries, dont sept en Suède, quatre au Danemark et trois au Royaume-Uni.

## Déroulement des intempéries

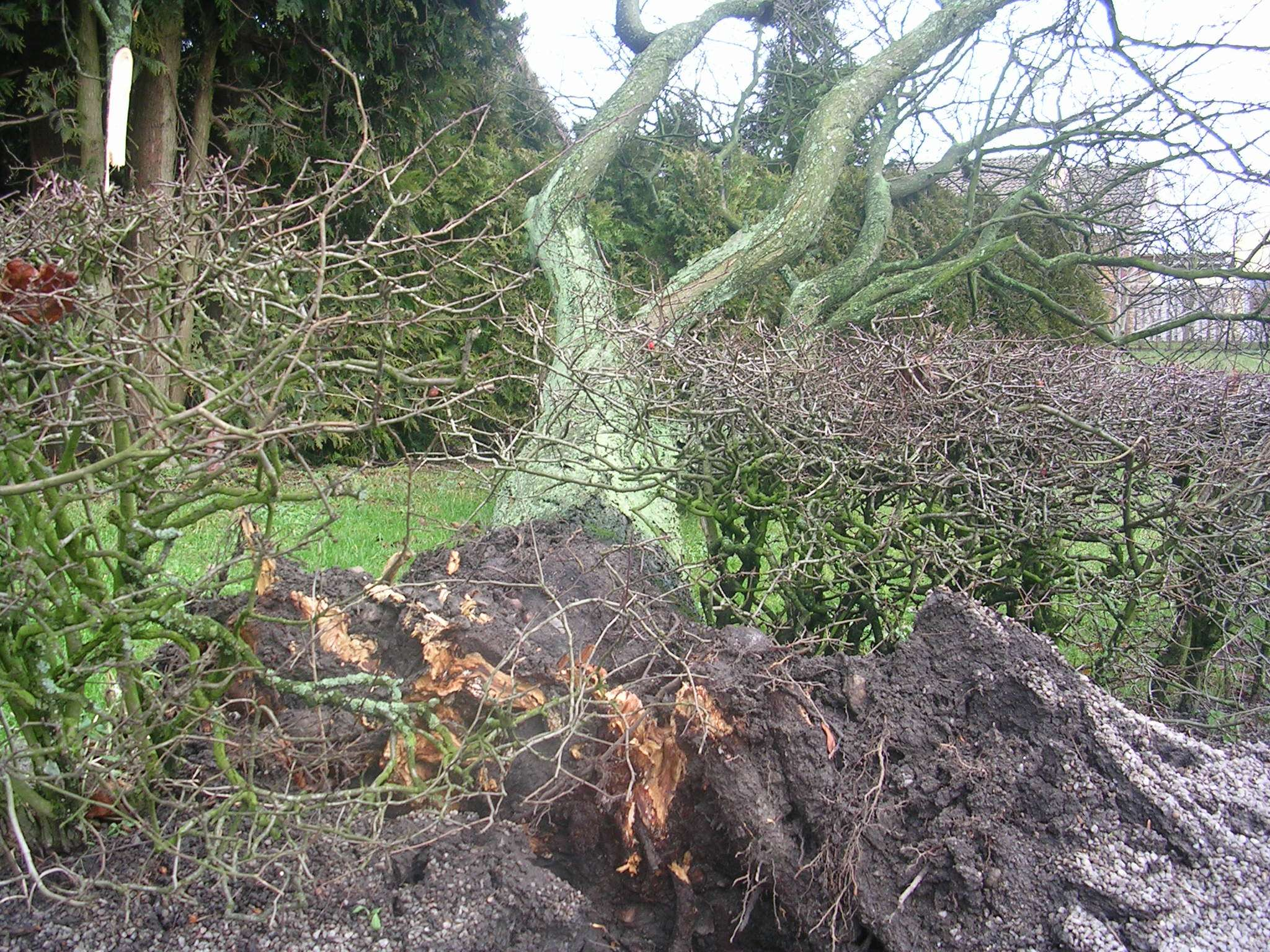
Arbre arraché près de l'église d'Onsluda (Suède)

L'approche d'une dépression (995 hPa) au large des côtes irlandaises conduit à la mise en place d'une alerte météorologique au soir du 7 janvier. Le creusement rapide du centre dépressionnaire (970 hPa au matin du 8 janvier) conduit au renforcement des vents qui atteignent 140 km/h en Ulster et en Écosse, où un ferry pris dans une mer démontée finit par s'échouer. De violentes précipitations frappent la côte occidentale de l'Angleterre. La Cumbria est particulièrement touchée : on enregistre des cumuls de l'ordre de 144 mm à Capel Curig en l'espace de 24 heures et de 227 mm à Shap en l'espace de 72 heures. À Carlisle, les rivières Eden, Caldew et Petteril sortent de leur lit, inondant une partie du centre-ville et causant directement la mort de trois personnes.

Dans l'après-midi du 8 janvier, la tempête aborde le nord du Danemark et le sud de la Norvège et de la Suède. La pression en son centre atteint son minimum (960 hPa). Des vents de 100 à 140 km/h (165 km/h en rafales) accompagnés de pluies diluviennes balaient ces régions, causant des inondations (notamment dans les zones côtières, du fait d'un coefficient de marée important). Au Danemark et en Suède, 405 000 foyers sont privés d'électricité du fait de la rupture de câbles à haute tension. Les centrales nucléaires de Ringhals et Barsebäck cessent leur activité de manière préventive. Les aéroports de Copenhague et de Malmö sont fermés et la circulation sur le pont de l'Øresund est interdite.
Les vents violents provoquent de nombreuses chutes d'arbres, dont plusieurs sont fatales à des automobilistes pris dans la tempête. 75 000 000 mètres cubes de forêts sont détruits, en particulier dans la province du Gotland. Durant la nuit du 8 au 9 janvier, la tempête se déplace vers l'est en direction des côtes allemandes et baltes, où sont relevées des rafales atteignant les 181 km/h.
Les plus forts vents de cette tempête sont en général associés avec un courant-jet d'occlusion.